# Jakhau
Jakhau är en ort i Indien.   Den ligger i distriktet Kachchh och delstaten Gujarat, i den västra delen av landet, 1 000 km sydväst om huvudstaden New Delhi. Jakhau ligger 12 meter över havet och antalet invånare är 4 076.
Terrängen runt Jakhau är mycket platt, och sluttar västerut. Runt Jakhau är det ganska glesbefolkat, med 43 invånare per kvadratkilometer. Närmaste större samhälle är Naliya, 12,3 km öster om Jakhau. Omgivningarna runt Jakhau är i huvudsak ett öppet busklandskap.